# Улица Суркова (Ярославль)
У́лица Сурко́ва (бывшая Благовещенская улица, Школьная улица) — улица в центральной части города Ярославля, пролегает между Волжской набережной и проспектом Октября.

## История
До регулярной планировки Благовещенская улица начиналась от Семёновской башни и проходила почти по прямой до Благовещенской церкви, по которой она и получила своё название.
Современная улица была проложена при перестройке города по регулярному плану 1778 года. Первоначально она проходила от Петропавловской улицы до Благовещенской церкви, завершавшей перспективу улицы.
В начале XIX века на Семёновской площади была возведена ограда вокруг храмов Семёновского прихода, а между Ильинской и Петропавловской улицами разбит сквер. Образовавшийся по бывшим краям площади проезд получил название Семёновский переулок. После строительства в 1901 году нового здания Ярославской мужской гимназии использовалось также название Гимнастическая улица.
В 1924 году в здании закрытой Ярославской гимназии разместили школу имени Карла Маркса, а Благовещенскую улицу вместе с Семёновским переулком переименовали в Школьную улицу. В декабре 1983 года улицу снова переименовали — в улицу Суркова в честь советского поэта Алексея Суркова.

## Здания и сооружения
- № 14а — Типография Ярославского государственного технического университета

На других улицах:
- Советская улица, 14 — I Корпус ЯрГУ имени П. Г. Демидова, в нем располагаются Администрация и Физический факультет, бывшее здание Ярославской мужской гимназии, построенное в 1900 году по проекту архитектора Александра Никифорова[2]
- Волжская набережная, 51 — церковь Вознесения Господня
- Волжская набережная, 51/2 — церковь Благовещения Пресвятой Богородицы